# Всемирная служба мониторинга ледников
Всемирная служба мониторинга ледников (ВСМЛ, англ. WGMS) была основана в 1986 году, объединив две службы: Постоянную службу  колебаний ледников (PSFG) и Временного технического секретаря/Описания ледников мира (TTS/WGI). Данная служба относится к Международной ассоциации криосферных наук международного союза геодезии и геофизики (IACS, IUGG), а также к Мировой системе данных международного совета по науке (WDS, ICSU) и работает под эгидой Программы ООН по окружающей среде (ЮНЕП), Организации Объединенных Наций по вопросам образования, науки и культуры (ЮНЕСКО) и Всемирной метеорологической организации (ВМО).
ВСМЛ базируется в университете Цюриха в Швейцарии, директором службы является Михаэль Земп при поддержке Организации Объединенных Наций по окружающей среде.
ВСМЛ собирает стандартизированные наблюдения за колебаниями ледников по таким параметрам, как масса, объем, площадь и длина ледника, а также статистической информации о пространственном распределении многолетней мерзлоты. Колебания ледников и кадастровые данные имеют высокий приоритет в наблюдениях ключевых переменных за климатическими системами. Они служат основой для гидрологического моделирования с учетом возможных последствий атмосферного потепления и имеют фундаментальное значение  в гляциологии, ледниковой геоморфологии и четвертичной геологии. Наиболее продолжительные и полные данные наблюдений относятся к ледникам Альп и Скандинавии, также по миру существует ряд репрезентативных ледников, таких как, к примеру, ледник Туюксу в Центральной Азии.
В тесном сотрудничестве с Американским Национальным Центром исследований снега и льда (NSIDC) и инициативы за космическими наблюдениями за глобальным материковым льдом (GLIMS), ВСМЛ ответственна за глобальную наземную сеть ледников (GTN-G) в GTOS/GCOS. GTN-G  представляет собой сочетание натурных наблюдений по данным дистанционного зондирования, понимания процессов с мировым охватом и традиционных измерений с помощью новых технологий с использованием многоуровневой интегрированной стратегии" 